# Järns distrikt
Järns distrikt är ett distrikt i Melleruds kommun och Västra Götalands län. 
Distriktet ligger vid Vänern, söder om Mellerud. 

## Tidigare administrativ tillhörighet
Distriktet inrättades 2016 och utgör en del av området Melleruds köping omfattade till 1971, delen som före 1969 utgjorde  Järns socken.
Området motsvarar den omfattning Järns församling hade vid årsskiftet 1999/2000.